# Aborlan
Aborlan (Bayan ng Aborlan) är en kommun i Filippinerna. Kommunen tillhör provinsen Palawan och ligger på ön med samma namn. Folkmängden uppgår till 25 540 invånare.

## Barangayer
Aborlan delas in i 19 barangayer.
| - Apo-Aporawan - Apoc-apoc - Aporawan - Barake - Cabigaan - Gogognan - Iraan - Isaub - Jose Rizal - Mabini | - Magbabadil - Plaridel - Ramon Magsaysay - Sagpangan - San Juan - Tagpait - Tigman - Poblacion - Culandanum |